# Gornje Bazje
Gornje Bazje is een plaats in de gemeente Lukač in de Kroatische provincie Virovitica-Podravina. De plaats telt 570 inwoners (2001).